# Franz Woken

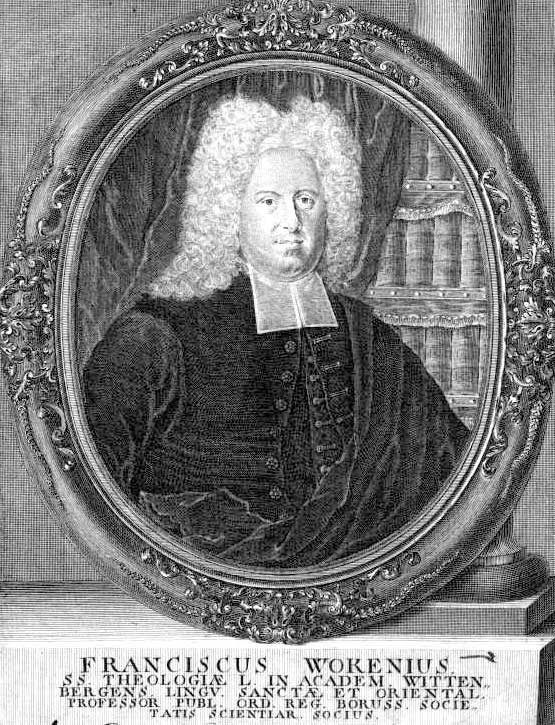
Franz Woken

Franz Woken także: Franz Wokenius, Franciscus Wokenius (ur. 1685 w Rarwinie, zm. 18 grudnia 1734 w Wittenberdze (Lutherstadt Wittenberg)) – niemiecki pedagog, historyk, naukowiec językowy i teolog luterański.
Woken pochodził ze starej pomorskiej rodziny kaznodziejów. Jego pradziadek Bartholomäus studiował u Marcina Lutra (Martin Luther) na uniwersytecie wittenberskim i został duchownym. Jego dziadek Daniel był również jak jego ojciec duchownym i rok przed urodzeniem Franza objął probostwo w Rarwinie i poślubił córkę jego poprzednika - Marię Jadwigę Pistori.
Dokładnej daty urodzenia nie znamy, ale z różnych źródeł wiadomo, że urodził się razem z bratem bliźniakiem, który zaraz po porodzie zmarł. W pierwszych latach dzieciństwa wychowywał go ojciec i wpajał mu wiedzę na temat języków obcych i innych dziedzin życia. Następnie uczęszczał do szkoły w Kołobrzegu i uzyskał dużą wiedzę w dziedzinie filozofii.
Studia rozpoczął na uniwersytecie w Rostocku, po których to wrócił w rodzinne pomorskie strony. Następnie studiował teologię i języki orientalne na uniwersytetach w Halle i Lipsku (Leipzig).
Po studiach nauczał jako nauczyciel domowy i 8 lutego 1714 r. otrzymał tytuł magistra. Z początku miał zamiar habilitować się, ale ponownie wrócił w rodzinne strony i nauczał w gimnazjum w Szczecinku.
15 kwietnia 1725 roku przystąpił do habilitacji na Uniwersytecie w Lipsku (Leipzig), i podjął pracę jako profesor nadzwyczajny filozofii, uzyskał stopień bachelora teologii i napisał wiele książek. Stał się członkiem pruskiej Królewskiej Akademii Nauk.
Po śmierci Johanna Christopha Wichmannshausena został profesorem języka hebrajskiego i języków orientalnych na uniwersytecie wittenberskim. Poślubił jego córkę - Magdalenę Elisabeth. Miał z nią czterech synów: Franza, Franza Christopha, Franza Christlieba und Augustina Gottfrieda ale trzech wcześnie umarło.
Dnia 2 sierpnia 1732 otrzymał tytuł doktora teologii i w tym samym roku objął stanowisko rektora Uniwersytetu w Wittenberdze (Lutherstadt WIttenberg). W 1734 roku zachorował na gorączkę i sześć tygodni później umarł na nią. Woken był wybitnym znawcą języków orientalnych i w tej dziedzinie był bardzo oczytany. W swoich książkach pisał o krytyce Biblii, hermeneutyce, literaturze orientalnej, teologii dogmatycznej, filozoficzno-chrześcijańskiej etyce, estetyce oraz o kościołach, literaturze i historii Pomorza.